# Lincoln Park (Nova Jérsei)
Lincoln Park é um distrito localizado no estado americano de Nova Jérsei, no Condado de Morris.

## Demografia
Segundo o censo americano de 2000, a sua população era de 10.930 habitantes.
Em 2006, foi estimada uma população de 10.856, um decréscimo de 74 (-0.7%).

## Geografia
De acordo com o United States Census Bureau tem uma área de
18,0 km², dos quais 17,4 km² cobertos por terra e 0,6 km² cobertos por água.

## Localidades na vizinhança
O diagrama seguinte representa as localidades num raio de 8 km ao redor de Lincoln Park.